# Chrysosoma leucopogon
Chrysosoma leucopogon är en tvåvingeart som först beskrevs av Christian Rudolph Wilhelm Wiedemann 1824.  Chrysosoma leucopogon ingår i släktet Chrysosoma och familjen styltflugor. Inga underarter finns listade i Catalogue of Life.